# Elisabeth Czapková
Elisabeth Martina Ellenore Czapková, nepřechýleně Czapek (24. března 1860 Göteborg – 21. ledna 1949 Göteborg) byla česko-švédská malířka miniatur.

## Život
Elisabeth Czapková se narodila v Göteborgu v roce 1860 jako dcera českého hudebního skladatele a dirigenta Josefa Čapka původem z Prahy a Berty Augustiny Haglundové.
V letech 1884–1892 studovala na Julianové akademii v Paříži u Julese Josepha Lefebvra a Tonyho Roberta-Fleuryho a miniaturní malbu také u Renée de Mirmont 1890–1893.
Její tvorba sestává především z miniatur s krajinami a portréty. Vytvořila mj. miniaturní portréty Jeana-Paula Marata, britského krále Jiřího I., švédských králů Erika XIV. či Oskara II., politika Axela Oxenstierny a dalších. Její malby jsou zastoupen mimo jiné ve švédském Národním muzeu  ve Stockholmu a v Městském muzeu v Göteborgu.
Elisabeth Martina Ellenore Czapková zemřela v Göteborgu 21. ledna roku 1949, ačkoli některé zdroje uvádějí rok její smrti 1928.

## Galerie

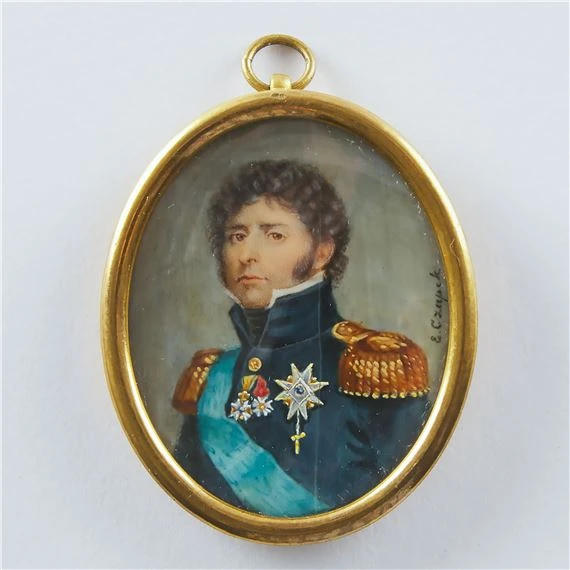
Elisabeth Czapek: Portrét švédského krále Karla XIV.
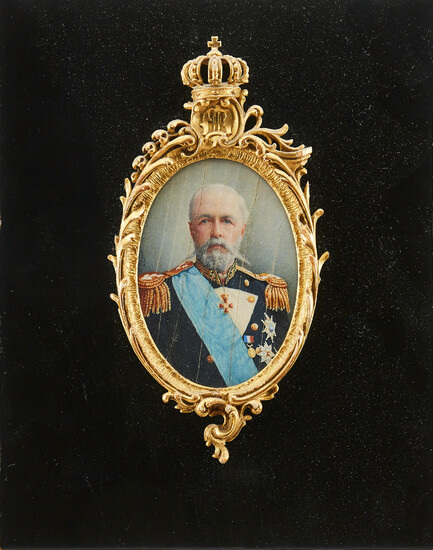
Elisabeth Czapek: Portrét švédského krále Oskara II.